# Rafael Guillén

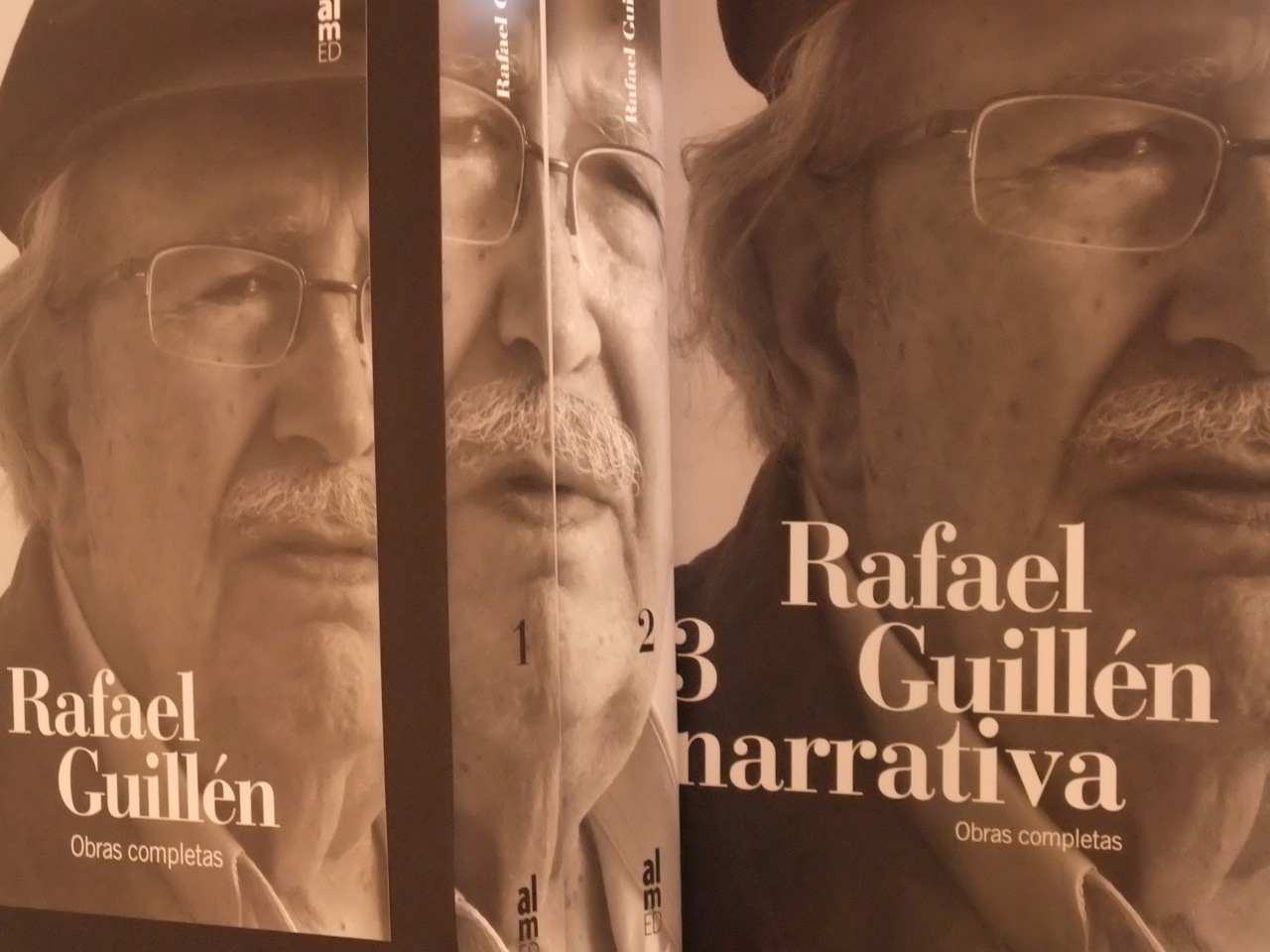
Der Dichter Rafael Guillén auf der Vorder- und Rückseite seines Gesamtwerkes Obras Completas

Rafael Guillén (* 27. April 1933 in Granada; † 4. Mai 2023 ebenda) war ein spanischer Dichter aus der „Generation 1950“. Er war Träger des spanischen Literaturpreises Premio Nacional de Literatura von 1994.

## Leben
Rafael Guillén war einer der Dichter, die mit der Gruppe „Versos al aire“ und der Büchersammlung Veleta al sur (1957–1966) das lyrische und literarische Geschehen der Nachkriegszeit in Granada wiederbelebten. Seine Prosa umfasst Reiseerzählungen, Autobiographien, Essays, Vorträge und Artikel.
1994 wurde ihm für Los estados transparentes der spanische Nationalpreis für Literatur verliehen. Im selben Jahr gelangte er bis zur Endrunde für den Premio-Nacional-de-la-Crítica-Preis und gemeinsam mit anderen Schriftstellern aus Granada legte er den Grundstein für die Acadamia de las Buenas Letras de Granada, die schließlich 2001 von der Junta de Andalucia gegründet wurde. Ein bedeutender Moment seines literarischen Schaffens war die Herausgabe seines dreibändigen Gesamtwerkes Obras completas beim Almed-Verlag.
2014 übergab Rafael Guillén seine Privatbibliothek und sein Archiv der Biblioteca de Andalucía, die ihren Sitz in Granada hat und der Regionalverwaltung Junta de Andalucía gehört. Im selben Jahr erhielt er die 11. Ausgabe des Lyrikpreises Premio Internacional de Poesía Federico García Lorca. Viele seiner Gedichte und Artikel sind in mehrere Sprachen übersetzt worden. Das Ergebnis von Guilléns Interesse am klangvollen Ausdruck von Versen ist die Veröffentlichung (2001 und 2021) zweier Schallplattenproduktionen, in denen er eine warme poetische Stimme hinterließ.
Er starb am 4. Mai 2023 in Granada im Alter von 90 Jahren an den Folgen eines Schlaganfalls.

## Ehrungen und Auszeichnungen
- 1966 Leopoldo Panero-Preis
- 1968 Guipúzcoa-Preis
- 1968 Boscán-Preis 1968
- 1968 Preis der Stadt Barcelona
- 1994 Spanischer Nationalpreis für Literatur (Premio Nacional de Literatura)
- 1994 Endrunde für den Preis Premio de la Crítica
- 2003 Premio Andalucía de la Crítica
- Ehrenmedaille der Königlichen Akademie der Schönen Künste von Granada

## Gedichtbände (Auswahl)
- Antes de la esperanza, La Nube y el Ciprés (Granada, 1956).
- Río de Dios, Veleta al Sur (Granada, 1957).
- Pronuncio amor, Alcaraván (Arcos de la Frontera, 1960).
- Elegía, Veleta al Sur (Granada, 1961).
- Cancionero-guía para andar por el aire de Granada, Veleta al Sur (Granada, 1962).
- El gesto, Seijas y Goyanarte (Buenos Aires, 1964).
- Tercer gesto, Cultura Hispánica (Madrid, 1967). Leopoldo-Panero-Preis, 1966.
- Amor, acaso nada, Cabildo Insular de Gran Canaria, (Las Palmas, 1968).
- Los vientos Revista de Occidente, (Madrid, 1970). Ciudad-de-Barcelona-Preis, 1969.
- Límites, El Bardo (Barcelona, 1971).
- Gesto segundo, Instituto de Estudios Hispánicos, (Barcelona 1972). Boscán-Preis, 1968; Guipúzcoa-Preis, 1968.
- Moheda, Litoral, Nr. 85-86-87 (Málaga, 1979).
- Vasto poema de la resistencia, Diputación Provincial, (Granada, 1981).
- Mis amados odres viejos, Rialp-Adonais, (Madrid, 1987).
- Los estados transparentes, Los Libros de la Frontera-El Bardo (Barcelona, 1993). Spanischer Literaturpreis, 1994. ISBN 84-85709-94-2
- Variaciones temporales, Dauro (Granada, 2001).
- I’m Speaking, Northwestern University Press, (Evanston, USA, 2001). Anthologie in zweisprachiger Ausgabe mit englischer Übersetzung von Sandy McKinney. ISBN 0-8101-1851-3
- Las edades del frío, Tusquets (Barcelona, 2002). Premio-de-la-Crítica-Andaluza-Preis, 2003. ISBN 84-8310-840-2
- Los dominios del cóndor, E.D.A. Libros (Benalmádena, 2007).
- Obras completas, Almed, 3 Bände (Granada, 2010). ISBN 978-84-937644-2-5
- Versos para los momentos perdidos, Fundación José Manuel Lara (Sevilla, 2011). ISBN 978-84-96824-73-7
- Balada en tres tiempos (para contrabajo y frases cotidianas), mit Partituren von Xavier Astor. Diputación Provincial, Granada 2013, ISBN 978-84-7807-140-1.
- El otro lado de la niebla, Editorial Salto de Página (Madrid, 2013). ISBN 978-84-15065-51-7
- El centro del silencio. Selección de poemas (1956-2013). Entorno Gráfico Ediciones (Granada, 2014). ISBN 978-84-941986-5-6
- Balada en tres tiempos (para saxofón y frases coloquiales), Visor Libros (Madrid, 2014). ISBN 978-84-9895-892-8
- La Alhambra. Suite del silencio y los sentidos. Mit Fotografien von Ángel Sánchez. Englische Fassung von Lawrence Bohme. Verlag Miguel Sánchez (Granada 2016). ISBN 978-84-7169-160-6
- Últimos poemas (Lo que nunca sabré decirte), Fundación José Manuel Lara (Sevilla, 2019). ISBN 978-84-17453-33-6

## Diskografie
- Los alrededores del tiempo (Rafael Guillén dice sus poemas). Ficciones-Revista de Letras (Granada, 2001). Anthologie von 1950 bis 2000. JASS034CD/01.
- Balada en tres tiempos para contrabajo y frases cotidianas. Rafael Guillén und Xavier Astor. Fundación Omnia (Barcelona, 2021). Neun Stücke für Gedichte und Kontrabass. Nach dem gleichnamigen Buch von 2013. DLB 9248-2021.[10]